# مصاطب الدكن

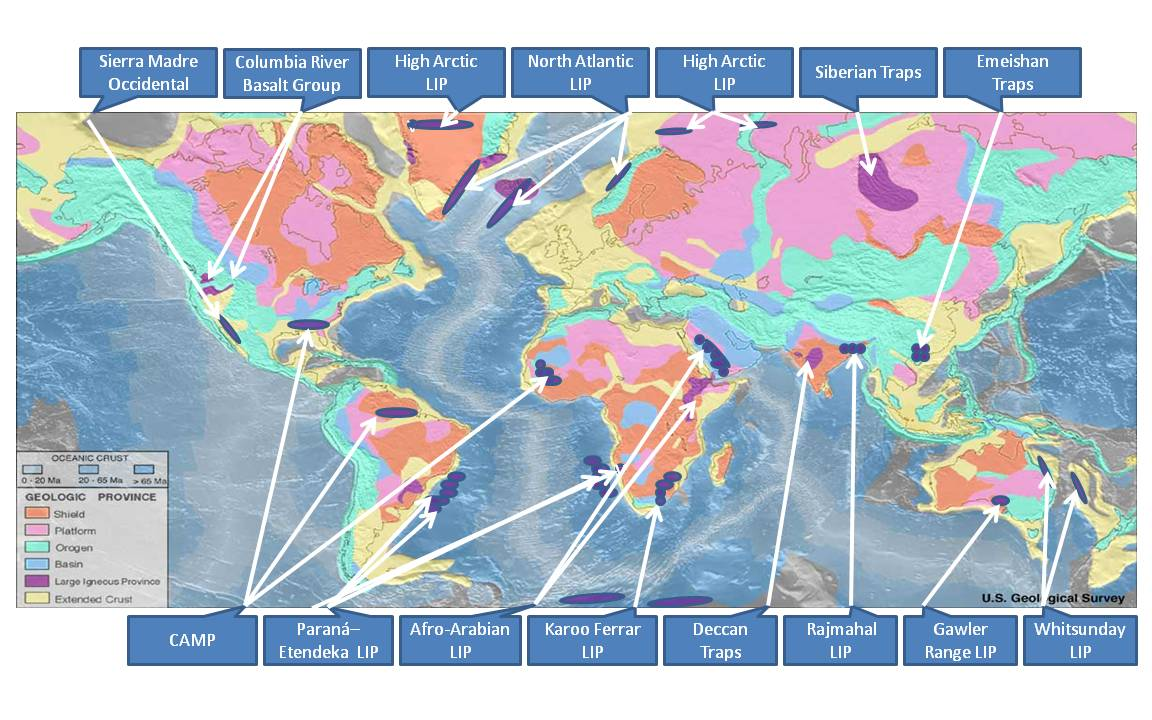
مصاطب ديكان تظهر كبقعة أرجوانية داكنة على الخريطة الجيولوجية للهند

مصاطب الدكن أو مصاطب ديكان هي إقليم ناري كبير تقع على هضبة الدكن في وسط غرب الهند، وهي واحدة من أكبر المعالم البركانية على الأرض، وهي تتآلف من طبقات متعددة من بازلت الفيضانات المتصلدة التي يصل سمكها إلى أكثر من 2000 متر (6,562 قدم) وتغطي مساحة 500,000 كم² وحجمها 512,000 كم³.